# Пратиба Патил
Пратиба Девисинг Патил (марат. प्रतिभा देवीसिंह पाटील; 19. децембар 1934) бивша је председница Индије од јула 2007. године до јула 2012. године. Члан је Индијског националног конгреса који води Соња Ганди а чији је члан и бивши премијер Манмохан Синг.
Раније је била гувернер Раџастана од 2004. године до 2007. године.
Удата је и има двоје деце.